# Black Stone Cherry
Black Stone Cherry ou BSC, é uma banda de hard rock formada em Edmonton, Kentucky. Com influências na própria família, Chris Robertson (Vocal/Guitarra) que tinha seu pai trabalhando em fabricações de guitarras, Jon Lawhon (Baixo/Vocal), que tinha seu pai que tocava piano e John Fred Young (Bateria/Vocal) que tinha e tem duas influências importantes no mundo rock. Seu pai é nada mais nada menos que Richard Young, guitarrista e compositor do Kentucky Headhunters e seu tio Fred Young, baterista do Kentucky Headhunters. Sempre vendo o kit de bateria de seu tio guardado, John Fred sempre brincava com ele, até que seu tio resolveu ensiná-lo a tocar bateria aos 5 anos de idade, mas Jonh Fred só foi levar a batucada a sério no colegial quando começou a tocar com Chris Robertson (Vocal/Guitarra). Jon e Ben juntaram-se a banda logo depois, formando o Black Stone Cherry oficialmente em 4 de junho de 2001. Após gravarem algumas músicas resolveram lançar um CD independente o Rock n' Roll Tape um CD/demo. Eles começaram a fazer um certo sucesso local e assim chamaram atenção de grandes gravadoras. Assim assinaram com a Roadrunner Records, e em 18 de julho de 2006 lançaram o auto-intitulado Black Stone Cherry.

## Black Stone Cherry
O primeiro álbum do BSC foi lançado em 18 de julho de 2006.O álbum debutou em #90 na Billboard Top 200. Ainda em 2006 a banda saiu em turnê de divulgação do primeiro CD. Eles abriram shows para o Black Label Society, Staind e Buckcherry. Em 2007 fizeram dois lançamentos; o primeiro foi o Rain Wizard EP e depois lançaram o Live at the Astoria, London (31.10.07), limitado a apenas 1000 cópias. Foi gravado durante a turnê na Europa de 2007. No começo de 2008 a banda fez alguns shows antes de entrar em estúdio para gravar o seu segundo álbum de estúdio.

## Folklore And Superstition
Em 19 de agosto de 2008 a banda lançou o seu segundo trabalho, Folklore And Superstition, sendo o primeiro single Blind Man, que atingiu o a posição #19 na Billboard. Logo depois saíram em turnê pela Europa tocando nos festivais de verão Europeu, e abrindo alguns shows para as bandas Def Leppard e Whitesnake. Logo depois voltaram aos Estados Unidos para um série de shows com as bandas Shinedown e Theory of a Deadman. No meio da turnê fizeram um show no Loud Park Festival no Japão, e depois terminaram a turnê pelos Estados Unidos. Logo depois marcaram uma turnê pela Europa de novembro a dezembro de 2008, passando pelo Reino Unido, Alemanha, Itália, Áustria, Dinamarca, Suécia e França. Em 2009 a banda agendou uma série de shows para os Estados Unidos e tocou no Rock on The Rage. Em maio fez uma turnê pelo Reino Unido junto com Nickelback, em junho e julho em festivais na Espanha, Áustria, Bélgica, Alemanha, Itália e Reino Unido. Após fazer alguns shows nos EUA entre julho e setembro, fez shows pela Europa e Estados Unidos. Os singles deste álbum são Blind Man, Please Come In, Things My Father Said e Soulcreek.

## Between The Devil and the Deep Blue Sea

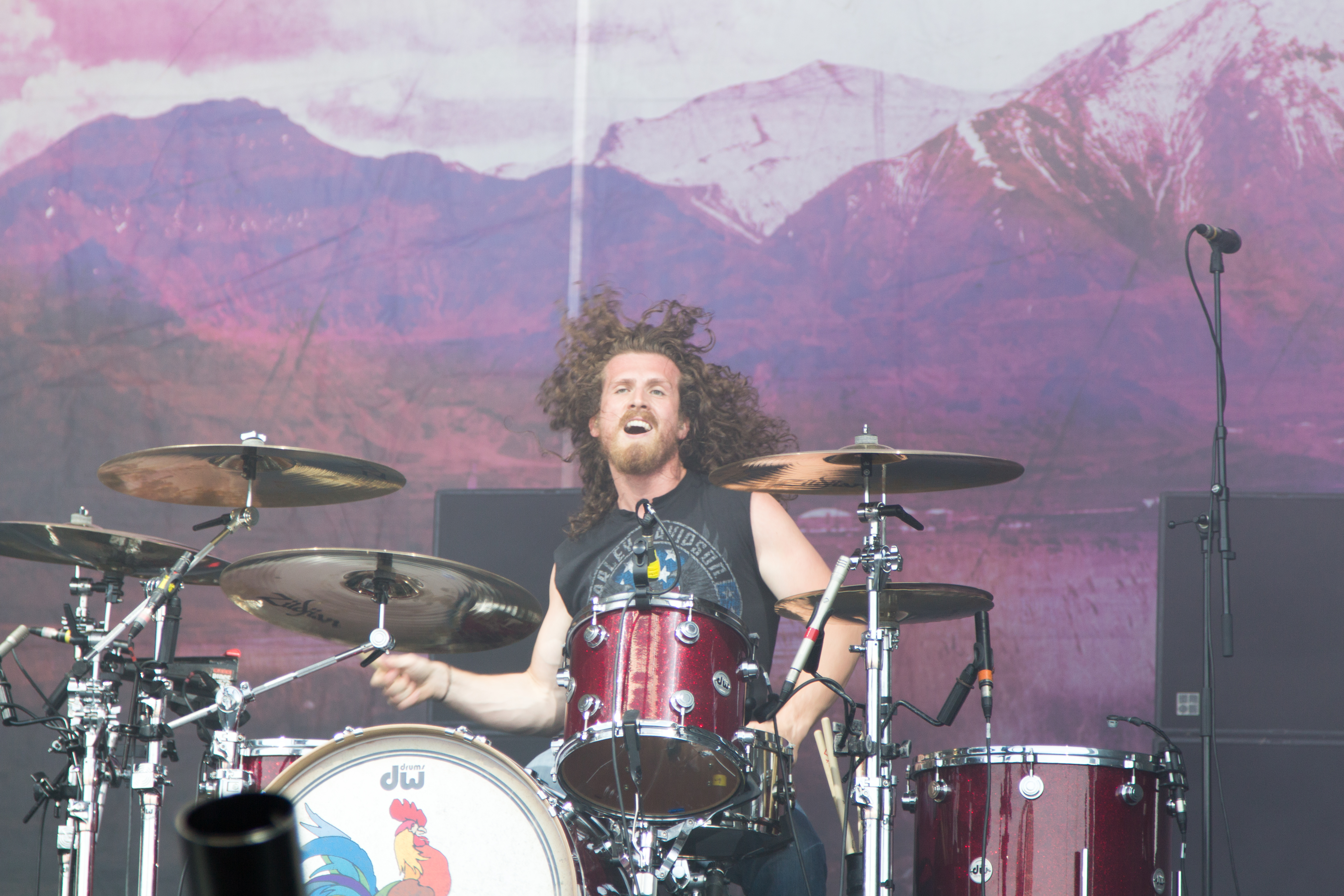
John Fred Young (Nova Rock 2014)

No começo de 2010 a banda tocou em um cruzeiro do canal de música VH1, junto com as bandas 3 Doors Down, Shinedown entre outras. O novo álbum tinha previsão de ser lançado em Novembro de 2010 ou Janeiro de 2011, segundo o vocalista e guitarrista Chris Robertson. Além deste cruzeiro a banda fez  shows pelos Estados Unidos, onde já tocaram duas novas músicas. Uma delas se chamava "Blame It On The Boom Boom". Em novembro a banda tocou em um cruzeiro que saiu dos Estados Unidos ao Caribe. Em 28 de janeiro de 2011 a banda Alter Bridge confirmou através do seu site oficial que o Black Stone Cherry vai abrir a sua turnê pelos Estados Unidos entre Abril e Maio de 2011. No dia 8 de março de 2011 a Roadrunner Records postou em seu site oficial uma nota divulgando que o novo álbum da banda se chama Between The Devil and the Deep Blue Sea e foi produzido por Howard Benson que já trabalhou com Theory of a Deadman, Daughtry e Three Days Grace. O primeiro single do álbum, White Trash Millionaire está com o lançamento previsto para abril enquanto o álbum para o dia 31 de maio de 2011.

## Apresentação no Brasil
Em 07 de Setembro de 2016, o Black Stone Cherry fez a sua primeira apresentação no país no Maximus Festival, ocorrido no Autódromo de Interlagos ao lado de bandas como Rammstein, Marilyn Manson, Bullet For My Valentine, Disturbed, Shinedown, Hollywood Undead e outros.

## Discografia

### Álbuns de estúdio
| Ano  | Detalhes do álbum | Posição nas paradas | Posição nas paradas | Posição nas paradas | Posição nas paradas | Posição nas paradas | Posição nas paradas | Posição nas paradas | Posição nas paradas | Posição nas paradas | Posição nas paradas | Certificações |
| Ano  | Detalhes do álbum | EUA                 | RU                  | UK Rock             | SUE                 | IRL                 | SUI                 | FRA                 | ALE                 | AUT                 | CAN                 | Certificações |
| ---- | --- | ------------------- | ------------------- | ------------------- | ------------------- | ------------------- | ------------------- | ------------------- | ------------------- | ------------------- | ------------------- | ------------- |
| 2006 | Black Stone Cherry - Lançado: 18 de Junho de 2006 - Gravadora: Roadrunner Records - Formato: CD, LP,DD                      | 90                  | 188                 | 34                  | —                   | —                   | —                   | —                   | —                   | —                   | —                   |               |
| 2008 | Folklore and Superstition - Lançado: 19 de agosto de 2008 - Gravadora: Roadrunner Records - Formato: CD, LP, DD             | 28                  | 23                  | 1                   | 45                  | 68                  | 89                  | 167                 | —                   | —                   | —                   |               |
| 2011 | Between the Devil & the Deep Blue Sea - Lançamento: 31 de Maio de 2011 - Gravadora: Roadrunner Records - Formato: CD, LP,DD | 29                  | 13                  | 1                   | 43                  | —                   | 31                  | —                   | 22                  | 31                  | 99                  |               |
| 2014 | Magic Moutain | 24                  | 1                   | 5                   | -                   | -                   | 28                  | 187                 | 31                  | 29                  | -                   |               |
| 2016 | Kentucky |                     |                     |                     |                     |                     |                     |                     |                     |                     |                     |               |
| 2018 | Family Tree |                     |                     |                     |                     |                     |                     |                     |                     |                     |                     |               |
| 2020 | The Human Condition |                     |                     |                     |                     |                     |                     |                     |                     |                     |                     |               |
| 2023 | Screaming at the Sky |                     |                     |                     |                     |                     |                     |                     |                     |                     |                     |               |

### Álbuns ao vivo
- 2007 - Live at the Astoria, London (31.10.07)

### Eps
- 2006 - Hell & High Water EP
- 2007 - Rain Wizard EP
- 2008 - The Kerrang! Radio Sessions EP

### Compliações
- 2008 - Roadrunner Records: Annual Assault
- 2008 - Roadrunner Records: Between a Rock and a Hard Place
- 2010 - Roadrunner Records: Hard Rock Christmas

### Singles
| Ano  | Título                      | Posição         | Álbum                                   |
| ---- | --------------------------- | --------------- | --------------------------------------- |
| Ano  | Título                      | U.S. Main. Rock | Álbum                                   |
| 2006 | "Lonely Train"              | 14              | Black Stone Cherry                      |
| 2006 | "Hell & High Water"         | 30              | Black Stone Cherry                      |
| 2007 | "Rain Wizard"               | 29              | Black Stone Cherry                      |
| 2007 | "Big City Lights"           | —               | Hell & High Water EP                    |
| 2008 | "Blind Man"                 | 19              | Folklore and Superstition               |
| 2008 | "Please Come In"            | 24              | Folklore and Superstition               |
| 2009 | "Things My Father Said"     | —               | Folklore and Superstition               |
| 2009 | "Soulcreek"                 | 33              | Folklore and Superstition               |
| 2011 | "White Trash Millionaire"   | 11              | Between The Devil and the Deep Blue Sea |
| 2011 | "Blame In On The Boom Boom" | 26              | Between The Devil and the Deep Blue Sea |

## Clipes
| Ano           | Título                      | Diretor         |
| ------------- | --------------------------- | --------------- |
| 2006          | "Lonely Train"              | Hobos With Guns |
| 2006          | "Hell & High Water"         | JB Carlin       |
| 2008          | "Blind Man"                 | David Sutton    |
| 2008          | "Please Come In"            | Adam Grabarnick |
| 2009          | "Things My Father Said"     | Andrew Bennett  |
| 2009          | "Soul Creek"                | Joe McKinney    |
| 2011          | "White Trash Millionaire"   | David Sutton    |
| 2011          | "Blame In On The Boom Boom" | -               |
| 2011          | "In My Blood"               | -               |
| "Like I Roll" |                             |                 |

## Turnês
- Black Stone Cherry Tour (2006-2007)
- The Rock Is Alive Tour (2008)
- Folklore & Superstition Tour (2008-2009)
- Between The Devil and the Deep Blue Sea Tour (2011-)

## Prêmios
| Ano  | Premiação                   | Categoria         | Resultado |
| ---- | --------------------------- | ----------------- | --------- |
| 2007 | Classic Rock Roll Of Honour | Melhor Nova Banda | Vencedor  |